# Sel de la Carrera
Sel de la Carrera es una localidad del municipio de Luena (Cantabria, España). En el año 2024 contaba con una población de 62 habitantes (INE). La localidad se encuentra a 536 metros de altitud sobre el nivel del mar, y a 9,5 kilómetros de la capital municipal, San Miguel de Luena.
- Datos: Q6124011